# Vulnoterapia
La vulnoterapia è un'operazione chirurgica che si pone l'obiettivo di cicatrizzare una ferita che trova difficoltà nel chiudersi, tramite l'utilizzo di membrane di suino.
Questa tecnica è molto frequente per curare la rottura del tendine di Achille, che solitamente impiega molto tempo a ristabilirsi. Ulcere cutanee, piaghe e ferite che non si rimarginano sono frequenti nelle persone anziane e nei diabetici.
La vulnoterapia ritarda i tempi di riabilitazione, ma rimane comunque più pratica e veloce rispetto all'intervento di plastica che può comportare fino a 90 giorni di immobilità per il paziente.
Anche per questo, la plastica si usa spesso dopo l'insuccesso della vulnoterapia.